# Унілатеральна теорія знака
Унілатеральна теорія знака (від лат. unus — один і лат. latus — сторона) — теорія, згідно з якою знак є одностороннім, тобто має лише план вираження (значення перебуває поза знаком).

## Загальна характеристика
Досить багато дослідників вважають знак односторонньою одиницею, тобто стверджують, що знак має тільки план вираження. 
Цю групу вчених репрезентують такі філософи і мовознавці, як Рудольф Карнап, Леонард Блумфілд, Зінов'єв Олександр Олександрович, Мельничук Олександр Савич, Солнцев Вадим Михайлович та ін. 
На їхню думку, знак завжди пов’язаний із значенням, але значення до нього не входить. Знак — це тільки «частинка матерії» (В.М. Солнцев), тоді як значення — факт свідомості, ідеальне відображення явища дійсності. 